# تسروایکا
تسروایکا (به صربی: Cerevajka) یک روستا در صربستان است که در پریچو واقع شده‌است. تسروایکا ۴٫۳۱ کیلومتر مربع مساحت و ۷۰ نفر جمعیت دارد.